# 水上生活者

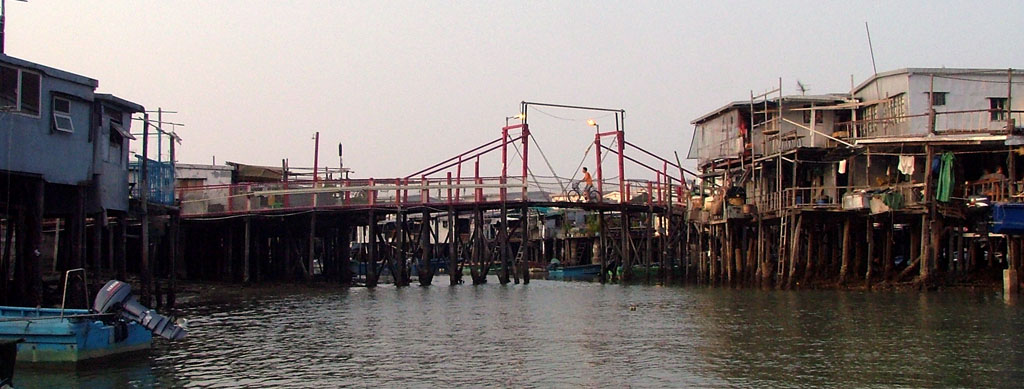
香港、ランタオ島大澳にある「棚屋」と呼ばれる水上家屋。現在は観光地となっている

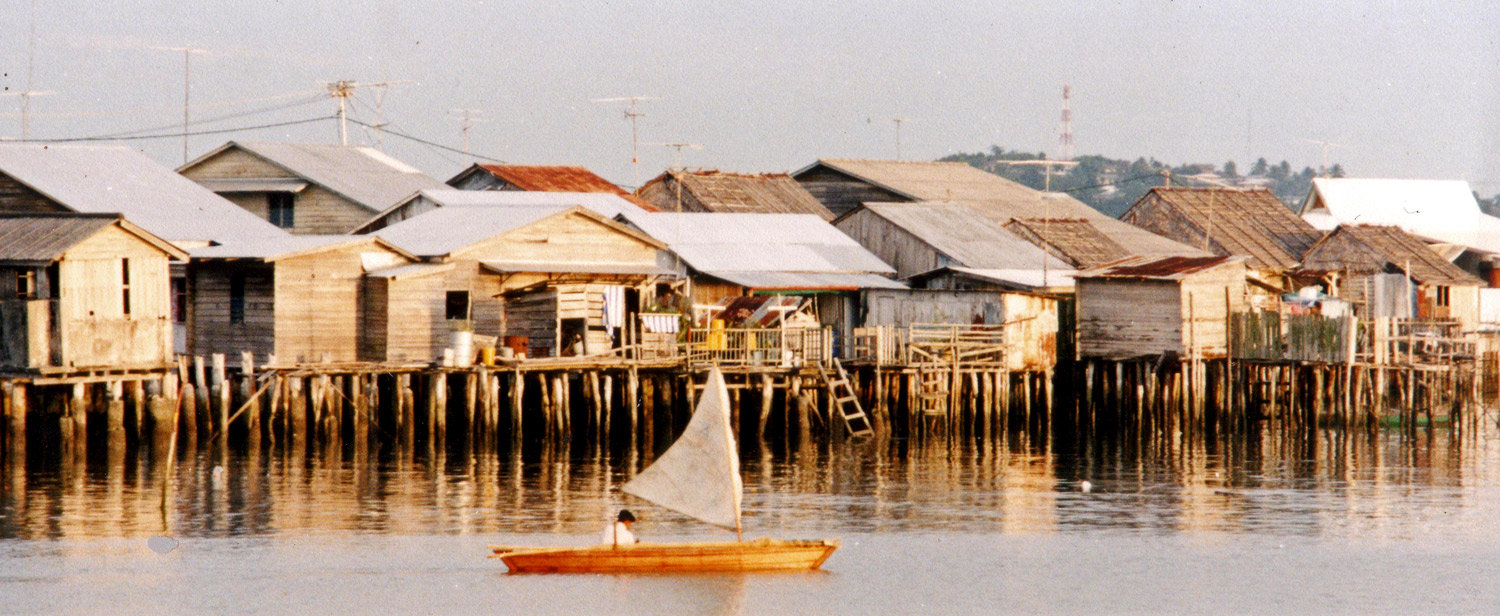
インドネシア、リアウ諸島のマレー式水上家屋、ケロン（Kelong）。浅い海底に杭を打った上に建てている

水上生活者（すいじょうせいかつしゃ）とは、船上や水上の建造物などで生活の大半を行う者をいう。

## 概要
水の上で生活を営む形態は南米、アフリカ、中東、東南アジアと、世界全域に分布している。
水上生活の形態には、大きく分けて下記のようなものがある。
- 船 - 停泊させた船の中で生活を行うもの。世界の多くの地域で見られる。
- フローティングハウス - 浮力を利用し、陸上に建てる家と同様のものを水上に浮かべるもの。そのまま集落を形成することが多い。
- 高床建物 - 浅瀬に杭をうち、その上に高床住居を建てるもの。家同士をつなぎ、また通路を建設することで大規模な集落になることも多い。
- 水辺の住宅 - 河川沿いなどで、船を出す利便のために1階を船着場、2階を住居としたもの。

水上で生活する理由は職業、地理的環境、ステータスなど、国や時代毎にさまざまである。
主な言説として、漁撈の際の利便性に優れているため、紛争の際の防衛機能を高めるため、陸地に生息する害虫に対する安全性を高めるため、などがある。

## 日本

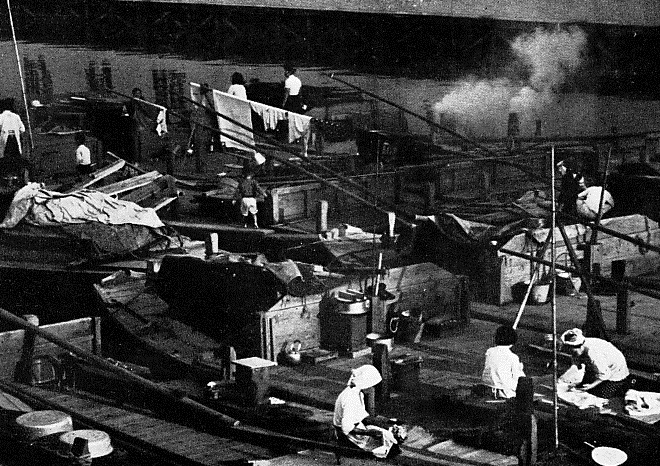
往年の東京の水上生活者（1960年頃）

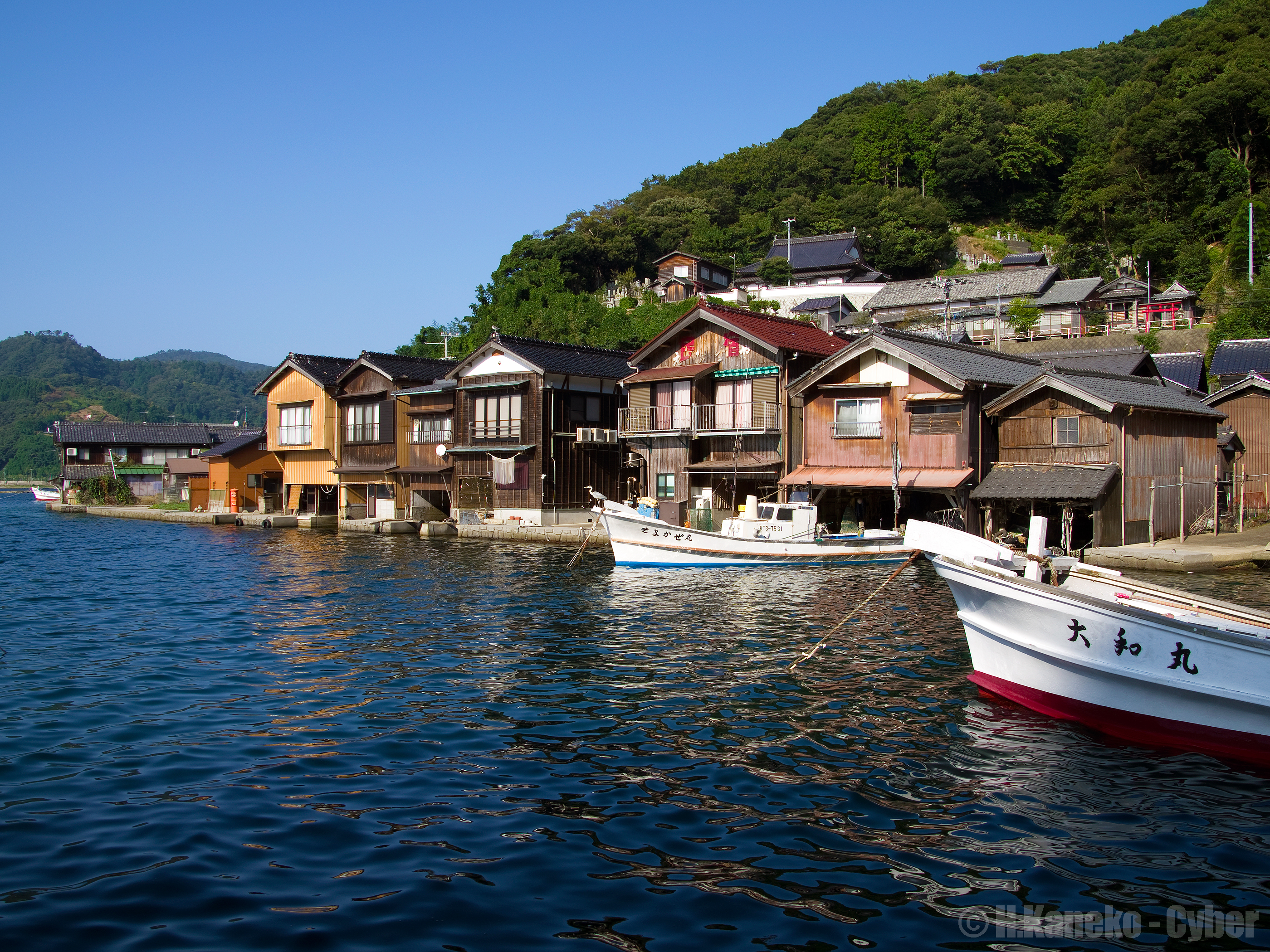
伊根の舟屋（2014年）

日本には近代以前より「家船」と呼ばれる人々がいた。九州、瀬戸内海一帯、日本海沿岸に多く、明治維新前には九州でエフネ、エンブ、瀬戸内海でフナズマイやノウジと呼ばれていた。船住居の系統として、鐘ヶ崎、肥前瀬戸、能地、二窓、吉和などがある。
家船は第二次世界大戦後も瀬戸内海地域を中心に多数の根拠地を持っており、1962年（昭和37年）には広島県因島に200隻の家船が存在した。しかし、1970年（昭和45年）頃までにいずれの地域でも陸地に移住したため、家船の姿はみられなくなった。
これとは別に19世紀末頃からは、日本各地に寄港する貨物船の大型化が進み、艀を使った舟運や港湾物流が盛んになると、艀を所有し各地を転々とする港湾労働者の中には、自分の艀の一角を住宅化して一家で居住する船上生活者となる者が現れるようになった。しかし自身が所有している艀で自営しているものは少なく、多くは所有の艀に労働者もしくはその一家で住み込みで働く者であった。
艀内の居室は、わずか1坪（約3.3㎡程度）で、子どもすら飛び跳ねることができない空間であった。艀の後部にある小さな「ハッチカバー」を出入口とし、中には誤って海に落ちたり、溺死する者もあった。
東京では埋め立てが進む前の佃、月島、勝どき周辺に多く見られ、1万人弱を数える規模となっていた。
こうした住民の福利厚生を行うための水上会館や生活改善指導や生活物資の配給施設である民生館、水上学校（陸上に建てられた寄宿形式の学校）が建てられたほか、治安を担当する水上警察署などが設置された。また、船溜と呼ばれる艀の停泊所には共同水栓があるところも存在した。そうした光景は横浜や大阪でもみられた。
1960年代後半になると、貨物船のコンテナ船化が進み、物流における艀の需要が減って職住一体となった艀は減少し、水上生活者も転職などにより激減する。一方で、艀の廃船を係留して住宅の代替として利用するケースが多くなった。これを宿船といった。1980年代になると艀の老朽化が進み、使用に耐えられなくなりほぼ見られなくなった。
このほかに、京都府与謝郡伊根町の伊根地区（伊根浦）に立ち並ぶ民家群は伊根の舟屋といい、船の収納庫の上に住居を備えた伝統的建造物が現存している。なお国の重要伝統的建造物群保存地区にも指定されている。

### 国勢調査
日本の国勢調査では、水上生活者も調査対象となる。一般調査区、特別調査区のほかに水面調査区が調査対象区域として設定され、重要港湾の港湾区域、地方港湾の港湾区域又は漁港の水域、河口及びその周辺水域を対象として調査が行われる。
調査区が独立する場合は一般には人口が少ないことが多いため、統計結果から個人情報が推定されないよう秘匿措置が行われ、統計は近接する調査区に合算される。例えば東京都江東区では新木場１丁目調査区に、港区では台場1丁目に合算されている。

## ベトナム

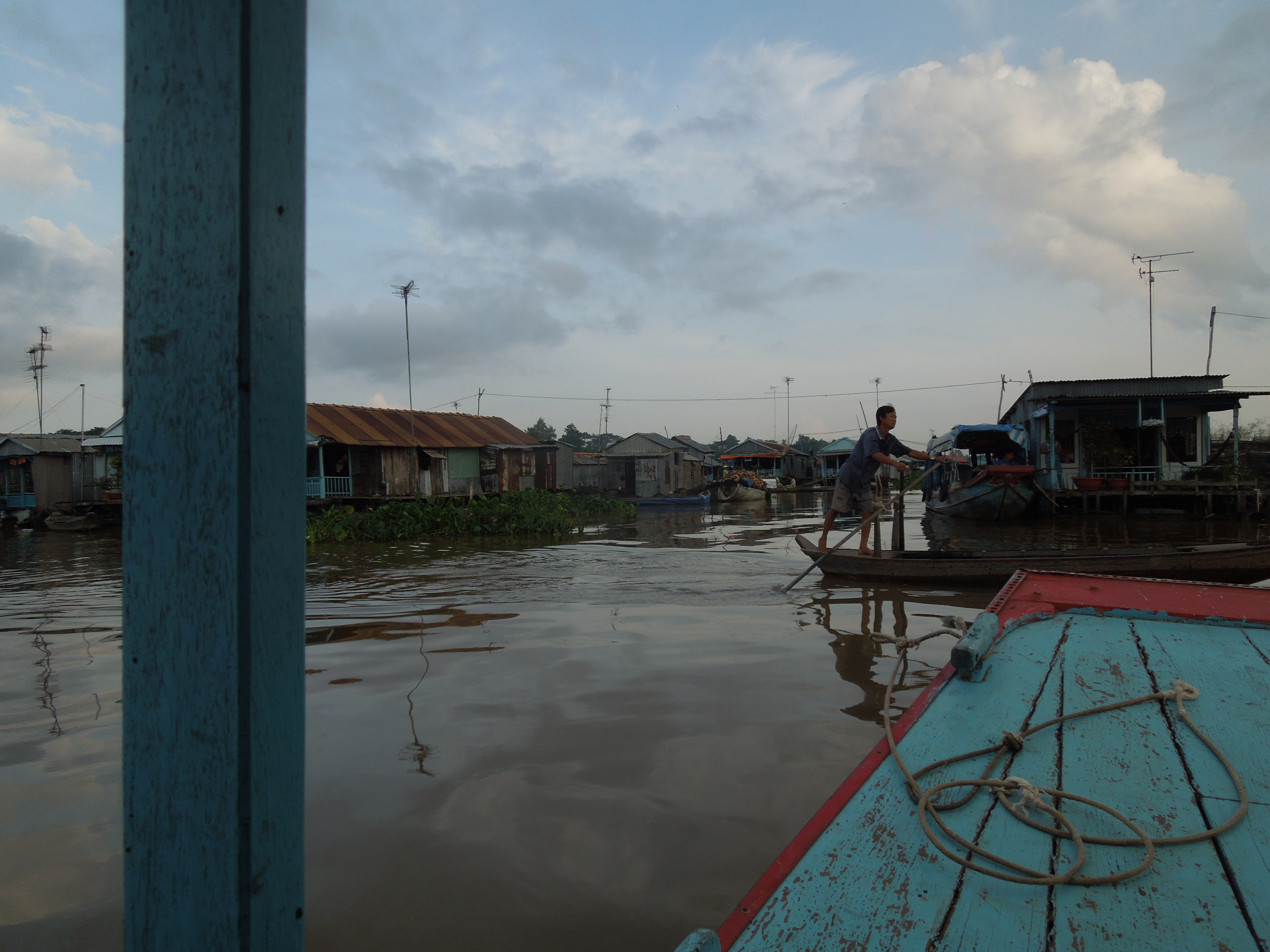
ベトナム、アンザン省チャウドック（後江）の水上家屋

ハウザン（後江）上流域には多くの水上生活者が存在し、フローティングハウスの集落が存在している。

## カンボジア
雨期と乾期で極端に水位が変化するトンレサップ湖周辺では、漁労のために乾期は陸地、雨期は水上となるエリアに筏、船、高床住宅による集落が形成されていた。近年では観光地としても開発が進められている。

## マレーシア
マレー半島の南端のジョホールバール周辺には、オラン・ラウト族がマングローブの密生地帯に船住居を浮かべて暮らしていた。センポーナの沖にはバジャウ族が生活する。バジャウ族は1世紀ほど前からサバ州の陸上の住民と交易を行い、タムスと呼ばれる定期市で魚介類と米、イモを交換した。

## バジャウ族
バジャウ族は、フィリピン、マレーシア、インドネシアなどの海域で水上生活をする。

## ブルネイ

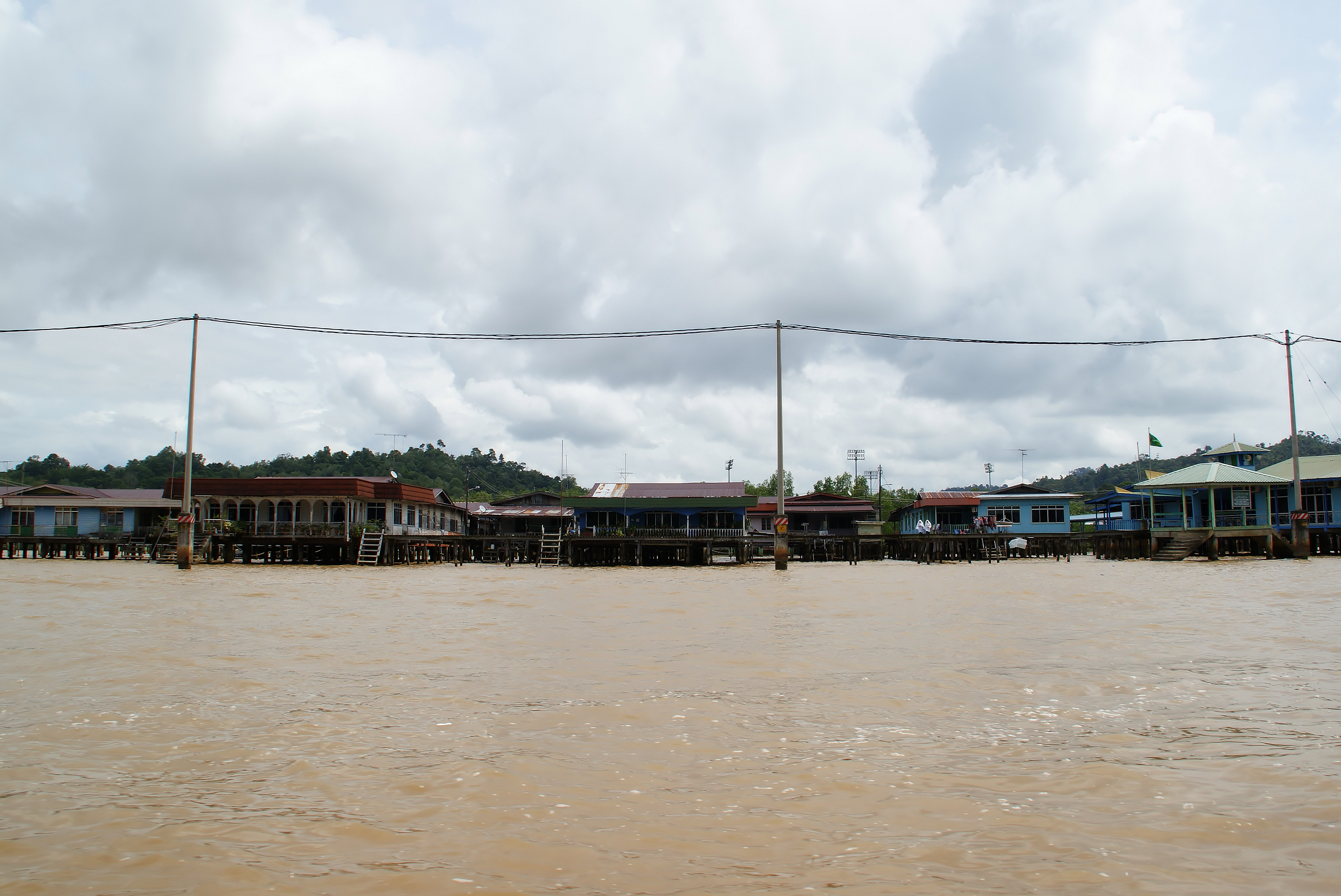
カンポン・アイール

首都バンダルスリブガワンのブルネイ川にカンポン・アイールがある。42の村と39000人の人口を持ち、東南アジア最大の水上集落とも言われる。

## イラク
チグリス川とユーフラテス川の下流にバティーハと呼ばれる沼沢地があり、マーシュ・アラブと呼ばれる人々がアシで住居を作り、農業と漁労で生活をする。
夏期に非常に暑くなるこの地方では、水上生活は海面の蒸発冷却効果を利用して快適に生活できる。住居は自生する葦を束ねて作られている。

## チチカカ湖

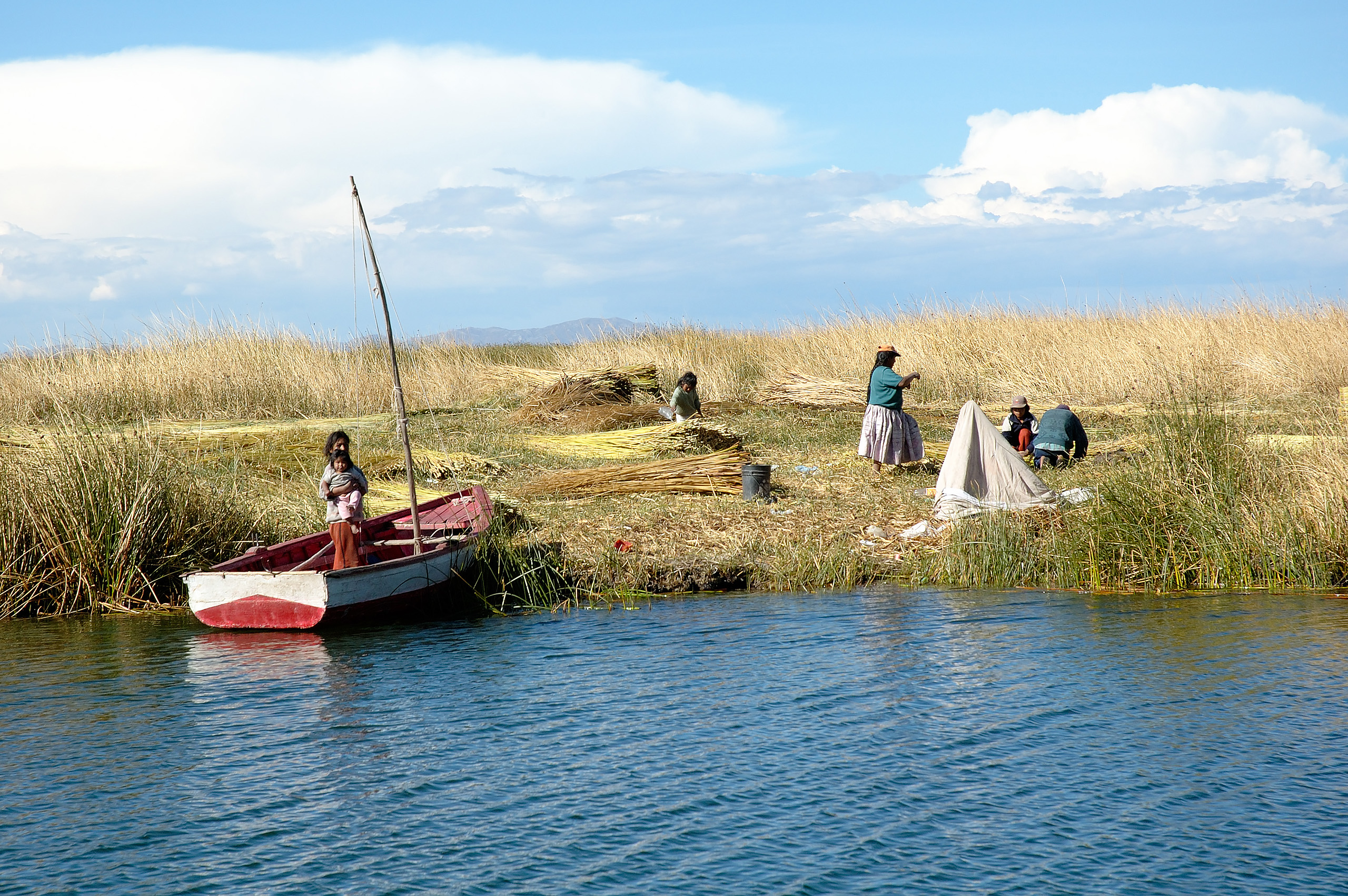
トトラで作られたウル族の浮島

チチカカ湖では、ウル族がトトラと呼ばれるアシで住居や船を作り、漁労や観光で生活をする。
標高3800メートルのチチカカ湖は平均気温が15℃以下の寒冷な場所だが、湖の熱容量によって夜も冷えにくく、陸上よりも相対的に暖かく過ごせる。

## オランダ

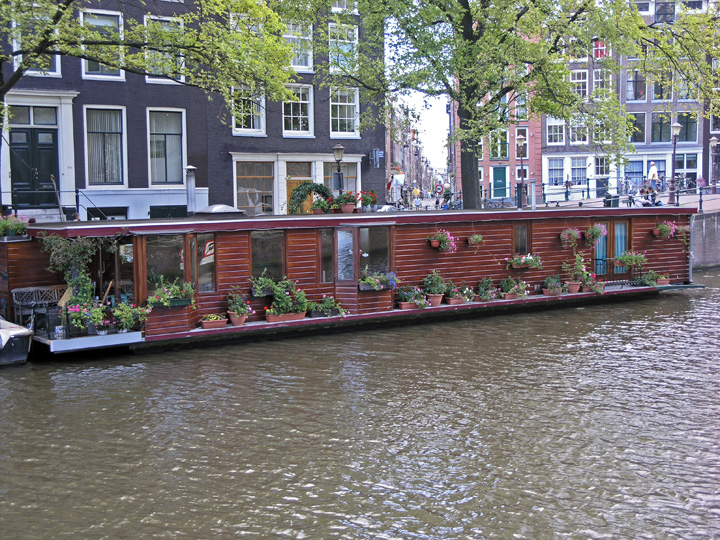
アムステルダムのハウスボート

オランダの首都アムステルダムでは、住宅事情が極端に悪いことから運河にハウスボート（ウォーンボート）を浮かべて居住する住民が存在する。このハウスボートは、正式に係留の許可を取り、電気や上・下水道が完備されており、陸上の住宅とは遜色が無い。2007年現在、新たな係留許可は認められていないことから、ハウスボートに居住することが一種のステータスとなっている。 
- アムステルダムハウスボートミュージアム

## モナコ

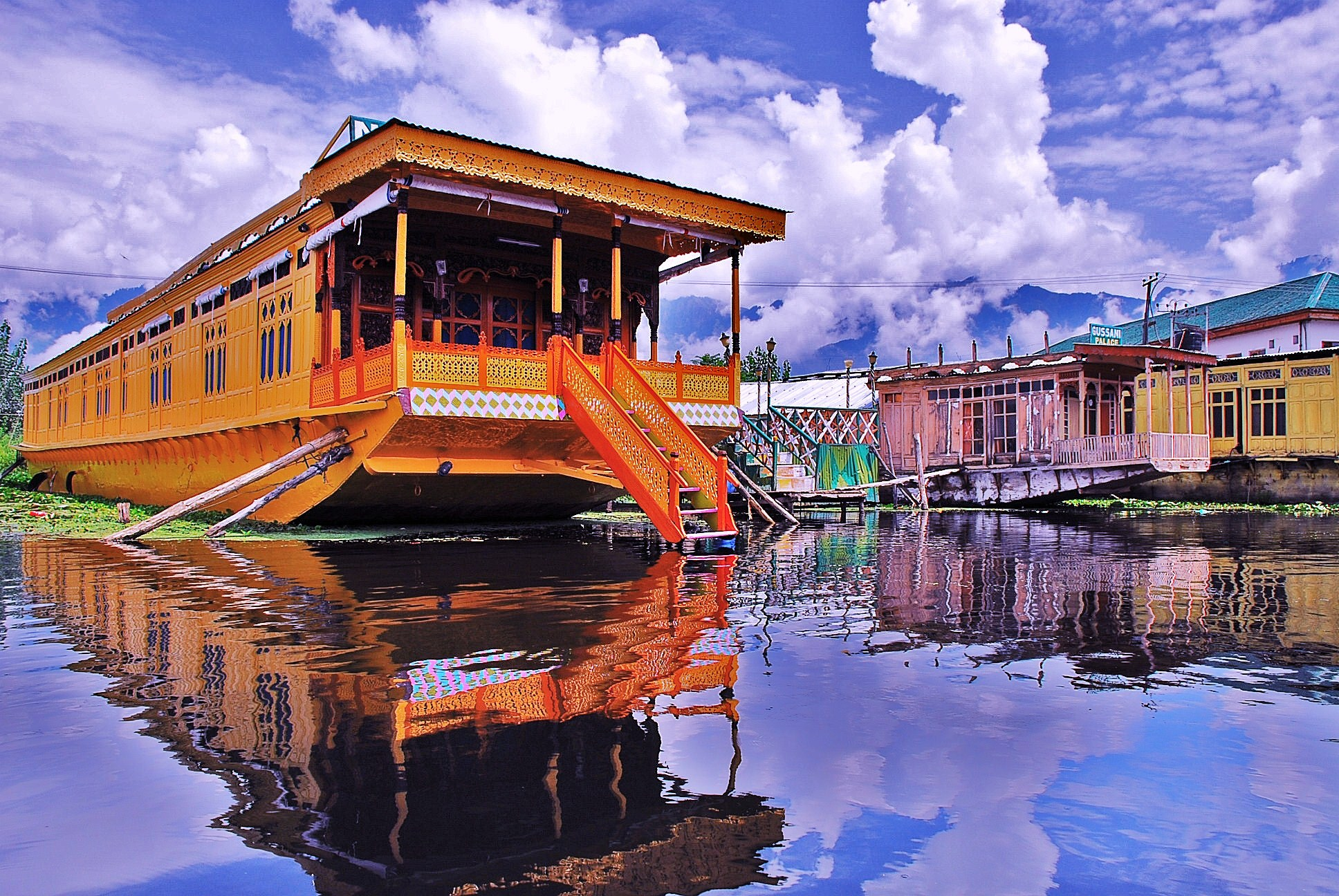
カシミールのスリナガルの湖上にあるハウスボート

モナコに限ったことではないが、100フィートを超える豪華クルーザーを建造し、リゾート地のヨットハーバーなどに停泊させて移動用住居（別荘）として活用する者もいる。居住用のクルーザーの建造費用もさることながら、モナコグランプリ開催時の係留料金は、週単位で数百万円から1千万円を超える高額であり、特定の趣味を持つ高所得者に限られる。

## イギリス
住宅費の高騰が深刻なイギリスのロンドンでは、水上生活者が増加している。船の交通に支障が出るなどの問題が生じている。
公式機関から発表された統計デー タが存在しないためあくまで推測だが、約1万5000人が水上生活を送っているとも言われる。
一定料金払えばライセンスを誰でも取得できる。係留料金がかかり地価同様都会ほど高い。
一定の場所に定住するものから水上を移動しながら暮らすものなど様々な形態が存在する。
生活者の素性は様々で、ジョー・コックス議員のようにテムズ川のボートに暮らす国会議員もいた。
陸地には郵便受けやガス、水道の供給設備が備えられているところも有る。